# ستيف أبلي
ستيف أبلي (بالإنجليزية: Steve Abbley)‏؛ مواليد 19 مارس 1957 في ليفربول، مرزيسايد، إنجلترا، هو لاعب كرة قدم إنجليزي سابق كان يلعب كمدافع.